# Kranskarwij
Kranskarwij (Trocdaris verticillatum, vroeger Carum verticillatum) is een soort uit de schermbloemenfamilie. Kranskarwij is in Nederland zeldzaam. De soort is sinds 1 januari 2017 beschermd op grond van de Wet Natuurbescherming.

## Uiterlijk
De plant is een overblijvend kruid. De hoofdbloei is in juni, en soms bloeit de plant in het najaar opnieuw. De hoogte van de bloeistengel bedraagt 30–60 cm. De bloeistengels zijn kaal en nauwelijks vertakt. De bloemen staan in afgeplatte schermen met 6-15 stralen. De kleine bloemen (2–3 mm) zijn wit of roze. De bladeren zijn meestal grondstandig. De slippen zijn tot 1 cm lang en staan in kransen. De plant groeit op zonnige plekken in vochtige of natte bodem.

## Ecologie en verspreiding
De soort komt voor in Marokko, in West- en Zuidwest-Europa. Het voorkomen in Nederland ligt op de noordgrens van het Europese vasteland. De plant komt in Vlaanderen ook zeldzaam voor, met name in de Kempen. In 1939 werd het in België waargenomen in twaalf uurhokken, na 1971 in zes. In Wallonië is de plant eveneens zeer zeldzaam en is te vinden aan de Franse grens bij Rocroi. Ook wordt wel gedacht dat de plant in Vlaanderen geheel verdwenen is.
Het noordelijkste voorkomen van de soort is in Schotland.

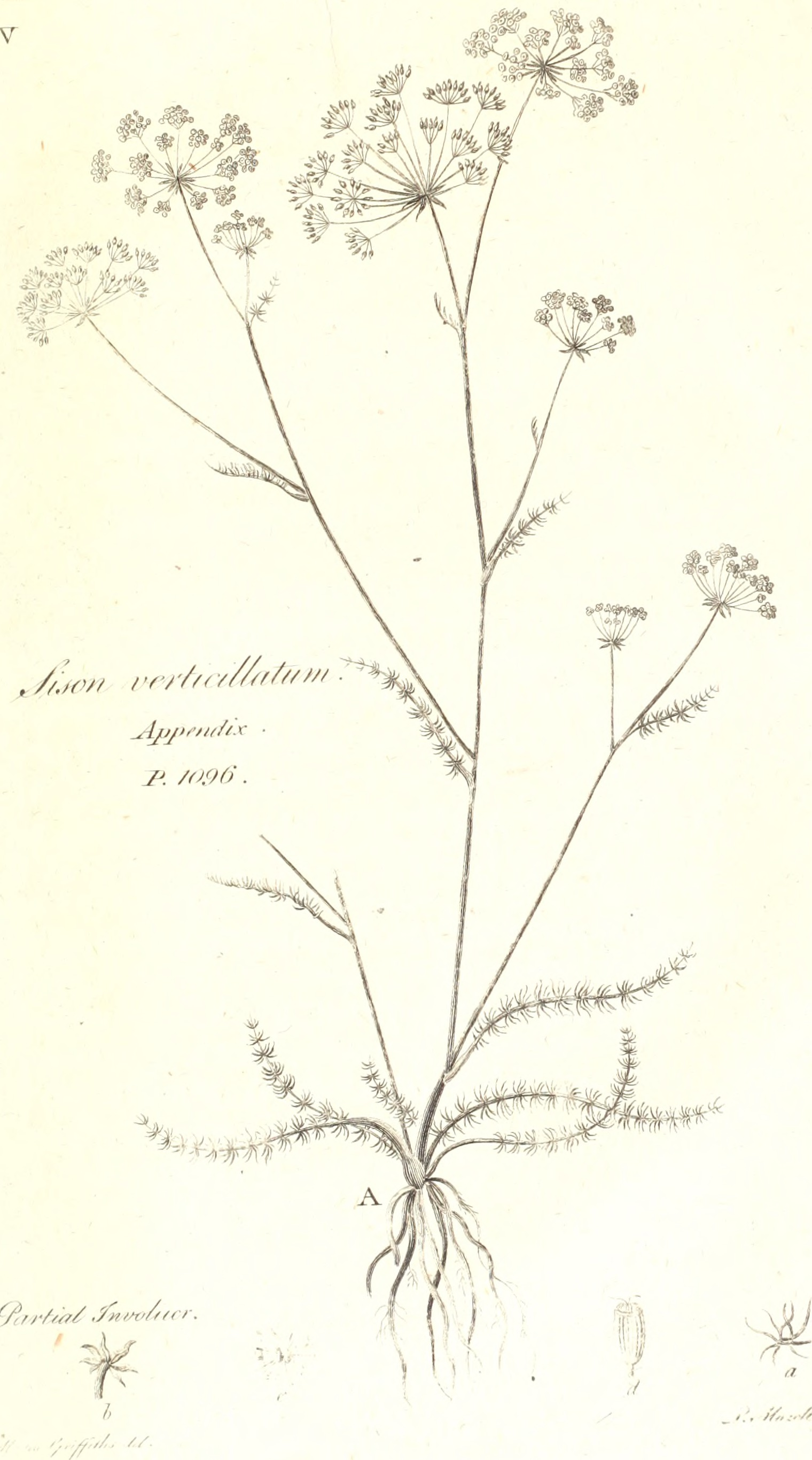
Botanische tekening (1777)

Kranskarwij prefereert zonnige plekken op vochtige tot vaak natte, matig voedselarme, zwak zure zand-, leem- en veenbodems. Ze werd aangetroffen in blauwgraslanden, beekdalgraslanden, heiden en moerassen. Deze Atlantische soort, met een beperkt West- en Zuidwest-Europees areaal, bereikte in het grensgebied van Noord-Brabant en Limburg zijn noordgrens op het Europese vasteland. Door allerlei cultuurtechnische ingrepen is er van haar natuurlijke standplaats weinig overgebleven buiten enkele snippers in natuurreservaten. Om de soort voor Nederland te behouden zijn enige exemplaren uitgezet of uitgezaaid, o.a. in de Kampina waar de soort nog steeds voorkomt. In de handleiding “tot een gebruik der plantenkaartjes” (Goethart & Jongmans, begin 20ste eeuw) staat te lezen hoe algemeen de soort in Nederland geweest moet zijn: “zij is daar echter op vochtige weilanden dikwijls zo algemeen, dat deze gedurende den bloeitijd (half juni-half juli) als met een wit kleed overdekt zijn”.
Sinds 2011 is er een verwilderde populatie bekend in de buurt van Amsterdam. Het gaat om enkele honderden exemplaren, samen met andere zeldzame soorten van blauwgraslanden. Mogelijk zijn de planten afkomstig uit het Thijssepark (heemtuin) in Amstelveen.

## Plantengemeenschap
Kranskarwij is een indicatorsoort voor het vochtig schraalgrasland (hm), een karteringseenheid in de Biologische Waarderingskaart (BWK) van Vlaanderen en het Brussels Hoofdstedelijk Gewest.